# 윌 허드
윌 허드(Will Heard, 1991년 4월 26일 ~ )는 잉글랜드의 싱어송라이터이다.